# پاسوا
پاسوا (به لاتین: Pasva) یک منطقهٔ مسکونی در روسیه است که در استان آرخانگلسک واقع شده‌است.